# Borgartjärnen
Borgartjärnen är en sjö i Örebro kommun i Närke och ingår i Norrströms huvudavrinningsområde.